# Paul Gotthelf Kummer
Paul Gotthelf Kummer (* 29. Dezember 1750 in Mutzschen; † 25. Februar 1835 in Leipzig) war ein deutscher Buchhändler und Verleger.

## Leben

### Herkunft
Paul Gotthelf war ein Sohn des Pfarrers in Mutzschen Georg Friedrich Kummer (1708–1771) und der Christiana Elisabeth.

### Werdegang
Kummer war Lehrling bei Johann Samuel Heinsius dem Jüngeren (1734–1807). Seine Gehilfenzeit verbrachte er in Zürich und in der Dyckschen Buchhandlung in Leipzig. Im Jahre 1776 gründete er sein Geschäft in Leipzig und übernahm 1777 den ebenfalls in Leipzig angesiedelten Saalbach'schen Verlag. Er begründete weiterhin 1790 eine florierende Kommissionsbuchhandlung, mit der er einer der angesehensten Kommissionäre in Leipzig wurde. Über viele Jahre, von 1811 bis 1833, vertrat er die Leipziger Buchhändler als Deputierter. 1802 bis 1804 unterstützte er deren Reformbewegung. 1813 erwarb er zusätzlich den Verlag der ehemals Stahl'schen Buchhandlung in Jena, den er in sein Geschäft integrierte. 1814 trug er die Anliegen der Buchhändler auf dem Wiener Kongress vor. 1834 übergab er das Geschäft an seinen Sohn.
Sein Geschäftsarchiv ist im Deutschen Buch- und Schriftmuseum in Leipzig zugänglich.

### Familie
Kummer vermählte sich mit Sophie Cichorius († 1800), Schwester des Professor der Anatomie in Dorpat Ludwig Emil Cichorius (1740–1829), Aus der Ehe gingen 11 Kinder hervor, von denen Eduard Kummer († 1860) als Buchhändler das väterliche Geschäft übernahm.

## Herausgeber
- Auserlesene Predigten der beyden leztern Lehr- und Lebensjahre D. Johann Friedrich Bahrdts, Professors und Superintendents zu Leipzig, Leipzig 1776
- seit 1784 insgesamt 106 Titel von August von Kotzebue
  - Kleine gesammelte Schriften, 4 Bände, 1787–1891
  - Neue Schauspiele, 23 Bände, 1798–1819
  - Sämmtliche dramatische Werke, 44 Bände, 1827–1829
- Schriften von Leipziger Universitätsprofessoren, u. a. von Heinrich Wilhelm Brandes
- zusammen mit Johann Ambrosius Barth
  - Nachgelassene Werke des Philosophen Friedrich August Carus
- Arbeiten Christian August Leberecht Kästners
- Almanach dramatischer Spiele zur geselligen Unterhaltung auf dem Lande, Bände, 1820–1826